# St. Paul (Passau)

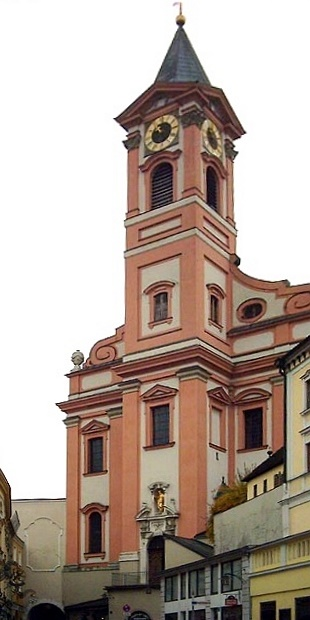
Pfarrkirche St. Paul

Die Stadtpfarrkirche St. Paul ist die älteste Pfarrkirche von Passau.
Die erste Kirche wurde bereits um 1050 dem hl. Paulus geweiht. Nach der Zerstörung bei Bränden 1512 und 1662 entstand 1678 der jetzige Bau. Am Paulusbogen, dem Nordtor zur Altstadt, führt eine Freitreppe zu der in Creme und Rosa gegliederten, eintürmigen Kirche hinauf. Baumeister ist Carlo Antonio Carlone.

## Architektur

### Fassade
Vor der fünfachsigen Fassade erhebt sich der dreigeschossige Westturm. Das oberste Turmgeschoss dient als Glockengeschoss: Korinthische Pilaster rahmen Schallarkade und Ziffernblatt. Toskanische Pilaster hingegen gliedern das Fassadenhauptgeschoss. Die seitlichen, sehr schmalen Fassadenachsen zeigen unten Rundbogenfenster mit geschweiften Bedachungen, oben Rechteckfenster mit Segment- bzw. Dreiecksgiebeln. Die Architekturglieder sind in Rosa gefärbt, die Wandflächen in Creme. Über dem nicht verkröpftem Gebälk liegt eine Attika. Über dieser leiten Voluten von der Fünfachsigkeit der Fassade zum Turm über. Der Turm besitzt unten ein Portal mit gesprengtem Giebel und Nische des Titelheiligen, darüber ein Rechteckfenster. Der ursprüngliche, sehr flache Turmhelm des 17./18. Jahrhunderts wurde in der zweiten Hälfte des 19. Jahrhunderts durch einen hohen Spitzhelm ersetzt. Dieser wurde 1950 wegen angeblicher Baufälligkeit abgetragen und nur mit etwa einem Drittel Höhe wieder aufgebaut. Seither ist der Turm nach dem Dom nur der zweithöchste Kirchturm Passaus.

### Innenraum
Die Passauer Pfarrkirche St. Paul ist eine Wandpfeiler-Emporenhalle mit leicht eingezogenem, gerade schließendem Chor. Das Langhaus besteht aus vier, der Chor aus zwei Jochen. Im Westen liegt die Vorhalle, die eine Orgelempore trägt. Wandpfeiler, vor deren Stirnen Pilaster stehen, gliedern den Raum. Zwischen ihnen liegen unten Kapellen und oben Emporen. Die Kapellen werden mit Quertonnen mit Stichkappen gedeckt, die Emporen mit Quertonnen ohne Stichkappen. Gemeindesaal und Chor werden ihrerseits von gurtgegliederten Stichkappentonnen gedeckt. Die Kapellen sind höher als die Emporen. Oberhalb der Emporenbögen stellen Restwandflächen die Verbindung zur Wölbung her. Auf ein Querhaus wird verzichtet. Der Chor hat statt der Kapellen-Emporen-Ordnung des Schiffes eine zweigeschossige Rundbogenfensterwand.

## Ausstattung
Im Innenraum heben sich die schwarzen, vergoldeten Altäre und die ebenso gefärbte Kanzel von den hellen Wänden ab.
Der Hochaltar aus der Zeit um 1700 nimmt die gesamte Breite der Chorwand ein. Vier korinthische Säulen rahmen das Altarblatt von Franz Werner Tamm; es zeigt die Enthauptung des Apostels Paulus. Die äußeren Säulen treten vor. Das Gebälk ist stark verkröpft, auf den äußeren Gebälkblöcken sitzen Engel. Ein gesprengter Segmentgiebel mit dem Nomen sacrum IHS fasst das Zentrum des Altars im Sinne einer Ädikula zusammen. Im Auszug ist zwischen Doppelsäulen eine Replik der Maria Pötsch aus dem Dom St. Stephan zu Wien zu sehen. Im gesprengten Giebel unter dem Gewölbe steht Christus als Salvator mundi. Das Tabernakelgehäuse auf der Altarmensa stammt aus dem 18. Jahrhundert.
Die Seitenaltäre und die Kanzel entstanden 1678 bis 1689. Das Gemälde Beweinung Christi (1689) unter der Orgelempore stammt von Johann Michael Rottmayr. Klassizistische Beruhigung der Formen zeigt das Gemälde Magdalena vor dem gekreuzigten Jesus von Joseph Bergler dem Jüngeren (1794).
Der sparsame Stuck wurde erst 1909 unter Regie der damaligen bayerischen Denkmalbehörde angebracht.

## Ansichten

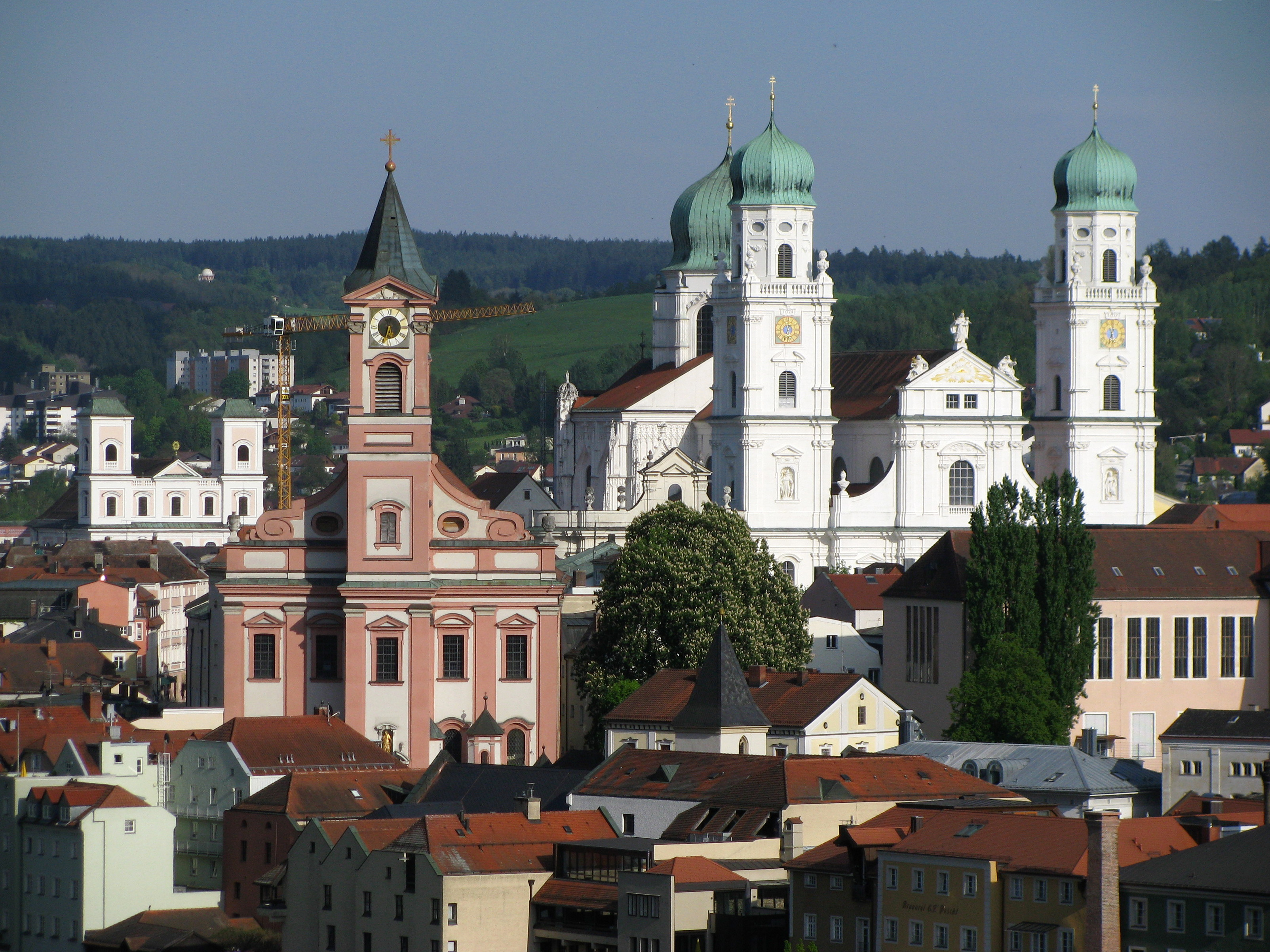
St. Paul mit dem Dom im Hintergrund
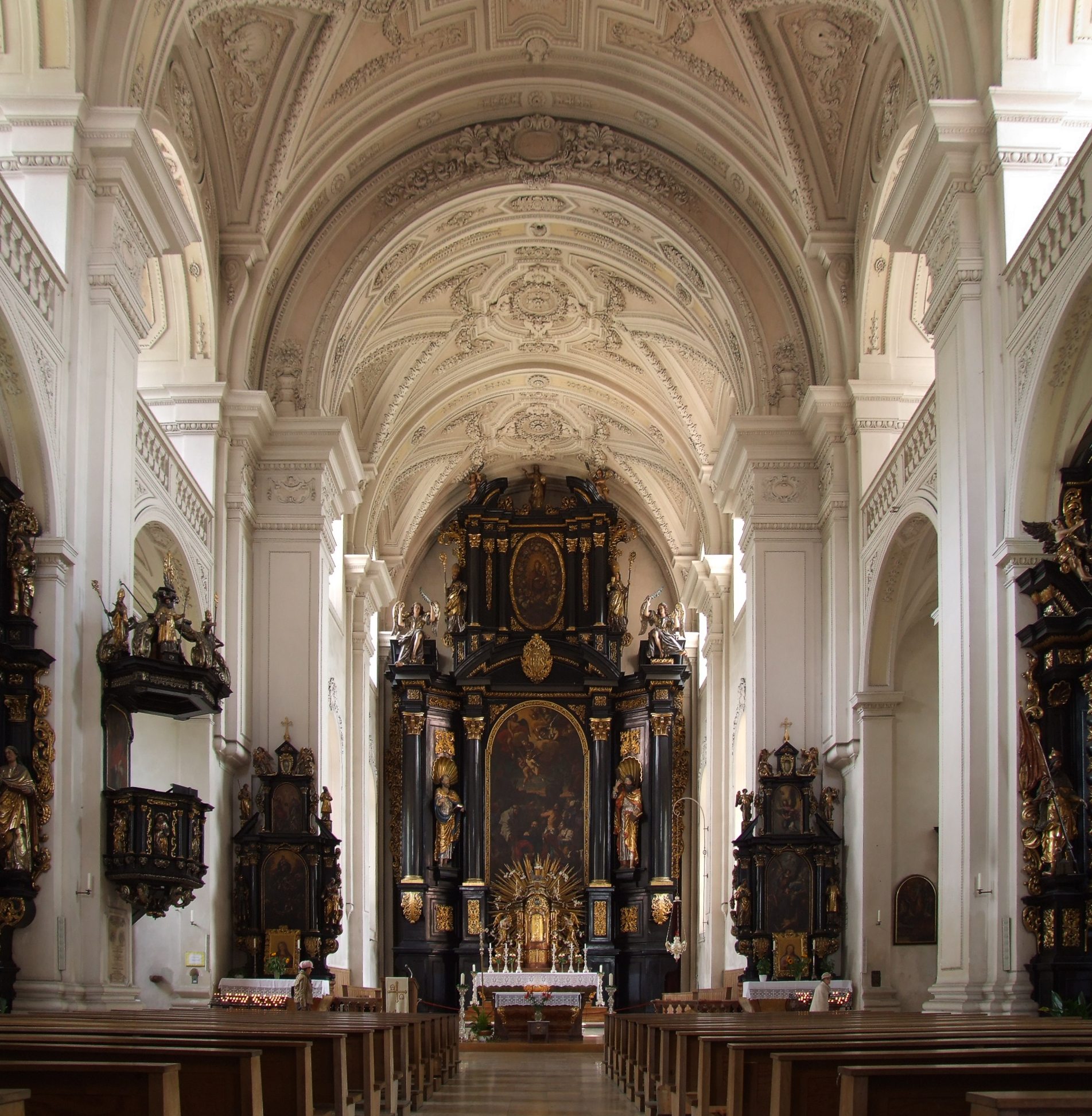
Innenraum von St. Paul
Stadtansicht in den 1860ern; St. Paul und St. Stephan mit den ursprünglichen, flachen Turmdächern.
Der Rindermarkt um 1900; St. Paul mit hohem Spitzhelm.